# Карлі Біспо
Карлі Біспо (англ. Karlee Bispo, 24 січня 1990) — американська плавчиня.
Чемпіонка світу з водних видів спорту 2013 року.